# 지방도 제533호선
지방도 제533호선은 충청북도 괴산군 청천면 도원삼거리와 음성군 대소면 태생리를 잇는 충청북도의 지방도이다.
본래 이 노선은  2010년 9월 지방도 제333호선으로 통합된 지방도 제515호선의 일부분이며, 이 구간 중 괴산군 청천면 ~ 음성군 대소면 구간이 2017년 7월 7일에 지금의 노선으로 분할되었다.

## 연혁
- 2017년 7월 7일 : 지방도 제333호선의 괴산군 청천면 화양리 ~ 음성군 대소면 태생리 67.87km 구간을 분할해 지방도 신설[1]

## 주요 경유지
충청북도
- 괴산군
  - 청천면 도원삼거리 - 화양리 - 후영교 - 후영리 - 지촌리 - 거봉교 - 거덕교 - 덕평리 - 대전리 - 여사왕리
  - 문광면 방성리
  - 청천면 지경리 - 지경삼거리
  - 문광면 지경2삼거리
  - 청안면 장암리
  - 사리면 이곡리 - 신촌 교차로 - 월현교 - 화산삼거리 - 화산리 - 화산재
  - 소수면 화산재 - 고마리 - 원당교 - 원당삼거리 - 금곡교 - 명덕교 - 소암리 - 몽촌리 - 소수초등학교 광신분교(폐교) - 옥현리 - 옥현삼거리

- 음성군
  - 원남면 주봉리 - 마송리 - 마송삼거리 - 보천역 - 보천삼거리 - 보천리 - 원남면사무소 - 보천교 - 조촌리 - 삼용삼거리 - 삼용리 - 통동재 (해발 230m)
  - 맹동면 통동재 (해발 230m) - 통동삼거리 - 통동리 - 진천음성혁신도시 - 신돈 교차로 - 신돈삼거리 - 본성 교차로 - 쌍정리 - 쌍정 교차로 - 맹동초등학교 - 맹동삼거리 - 맹동면사무소 - 마산 교차로 - 마산로 - (입체 교차로) - 봉현교 - 봉현리 - 봉현사거리
  - 대소면 부윤리 - 부윤 회전교차로 - 부윤교 - 수태리 - 삼정리 - (대소농협주유소)

## 중복 구간
- 괴산군 청천면 지경삼거리 ~ 문광면 지경2삼거리 : 국도 제19호선, 국도 제37호선과 중복
- 괴산군 소수면 옥현삼거리 ~ 음성군 원남면 보천삼거리 : 지방도 제508호선과 중복
- 음성군 원남면 마송삼거리 ~ 보천삼거리 : 국도 제36호선과 중복
- 음성군 원남면 삼용삼거리 ~ 통동삼거리 : 지방도 제516호선과 중복

## 도로명
충청북도
- 괴산군 청천면 도원삼거리 ~ 지경삼거리 : 도경로
- 괴산군 청천면 지경삼거리 ~ 문광면 지경2삼거리 : 괴산로
- 괴산군 문광면 지경2삼거리 ~ 청안면 장암리 : 장암로
- 괴산군 사리면 이곡리 ~ 월현교 북단 : 이곡로
- 괴산군 사리면 월현교 북단 ~ 화산삼거리 : 모래재로
- 괴산군 사리면 화산삼거리 ~ 소수면 원당삼거리 : 화산재로
- 괴산군 소수면 원당삼거리 ~ 음성군 원남면 마송삼거리 : 원소로
- 음성군 원남면 마송삼거리 ~ 보천삼거리 : 충청대로
- 음성군 원남면 보천삼거리 ~ 보천리 : 보천로
- 음성군 원남면 보천리 ~ 맹동면 신돈삼거리 : 원중로
- 음성군 맹동면 신돈삼거리 ~ 맹동삼거리 : 덕금로
- 음성군 맹동면 맹동삼거리 ~ 대소면 (대소농협주유소) : 대동로

## 같이 보기
- 지방도 제515호선
- 지방도 제333호선